# The Revelers

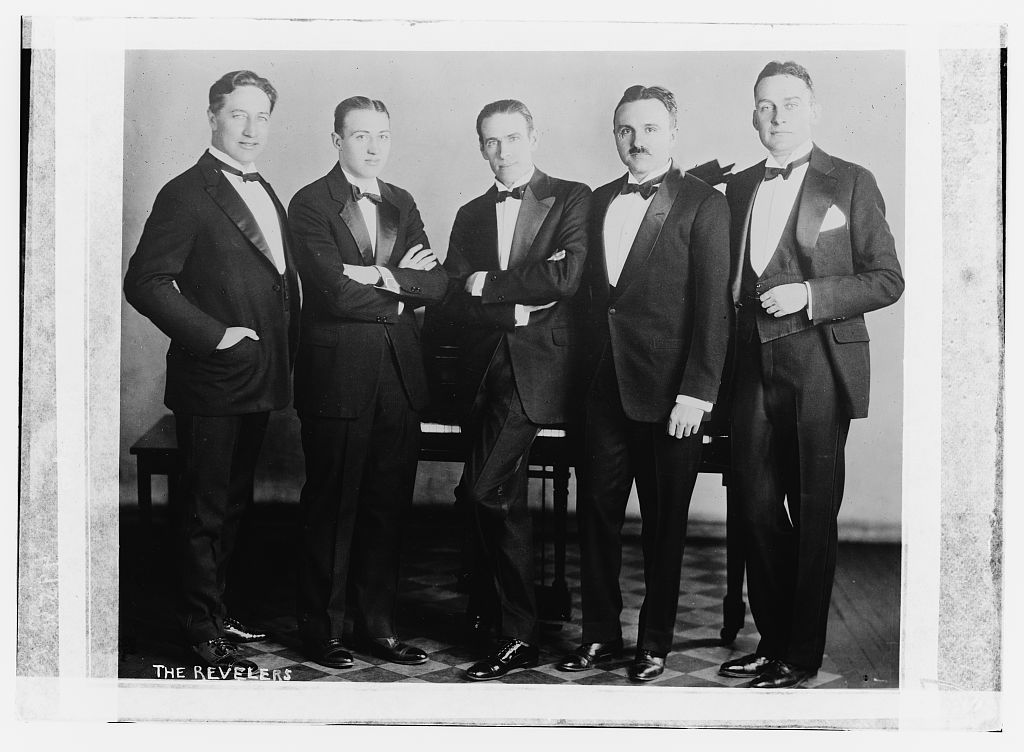
The Revelers en 1925.

The Revelers est un quintette américain populaire à la fin des années 1920 et au début des années 1930, composé de quatre chanteurs d'harmonie rapprochée et d'un pianiste.

## Histoire
Les enregistrements des Revelers de Dinah, Ol’ Man River, Valencia, Baby Face, Blue Room, The Birth of the Blues, When Yuba Plays the Rumba on the Tuba, et de nombreux autres, sont populaires aux États-Unis puis en Europe à la fin des années 1920 
En 1928, The Revelers se produisent pour la première fois en Europe. Des concerts en France, aux Pays-Bas, en Suisse et en Allemagne sont suivis les 21 et 22 août 1928 respectivement dans le Mittleren et dans la Großen Konzerthaussaal, à Vienne ainsi qu'à la villa Castiglioni.
En août 1929, ils se produisent aux Pays-Bas avec Richard Tauber au Kurhaus de Scheveningen et au Concertgebouw d'Amsterdam.
Tous les membres enregistrent préalablement individuellement ou dans diverses combinaisons. Le quintette, formé en 1918, joue d'abord sous le nom de The Shannon Four puis, à partir de 1925, sous celui de The Revelers. Les premiers membres en sont les ténors Franklyn Baur et Lewis James, le baryton Elliot Shaw, la basse Wilfred Glenn et le pianiste Ed Smalle. Smalle est remplacé par Frank Black en 1926. Baur est remplacé par Frank Luther, puis par James Melton (plus tard, ténor au Metropolitan Opera).

## Au cinéma
Le groupe (avec Frank Black au piano) apparaît dans un court métrage musical, The Revelers (1927), filmé selon le procédé son sur disque Vitaphone. Ce court métrage d'une bobine, récemment restauré par The Vitaphone Project, montre le groupe en train d'interpréter Mine, Dinah et No Foolin'. Un deuxième court métrage, tourné le même jour avec trois autres chansons, attend d'être restauré.